# Forst Kasten

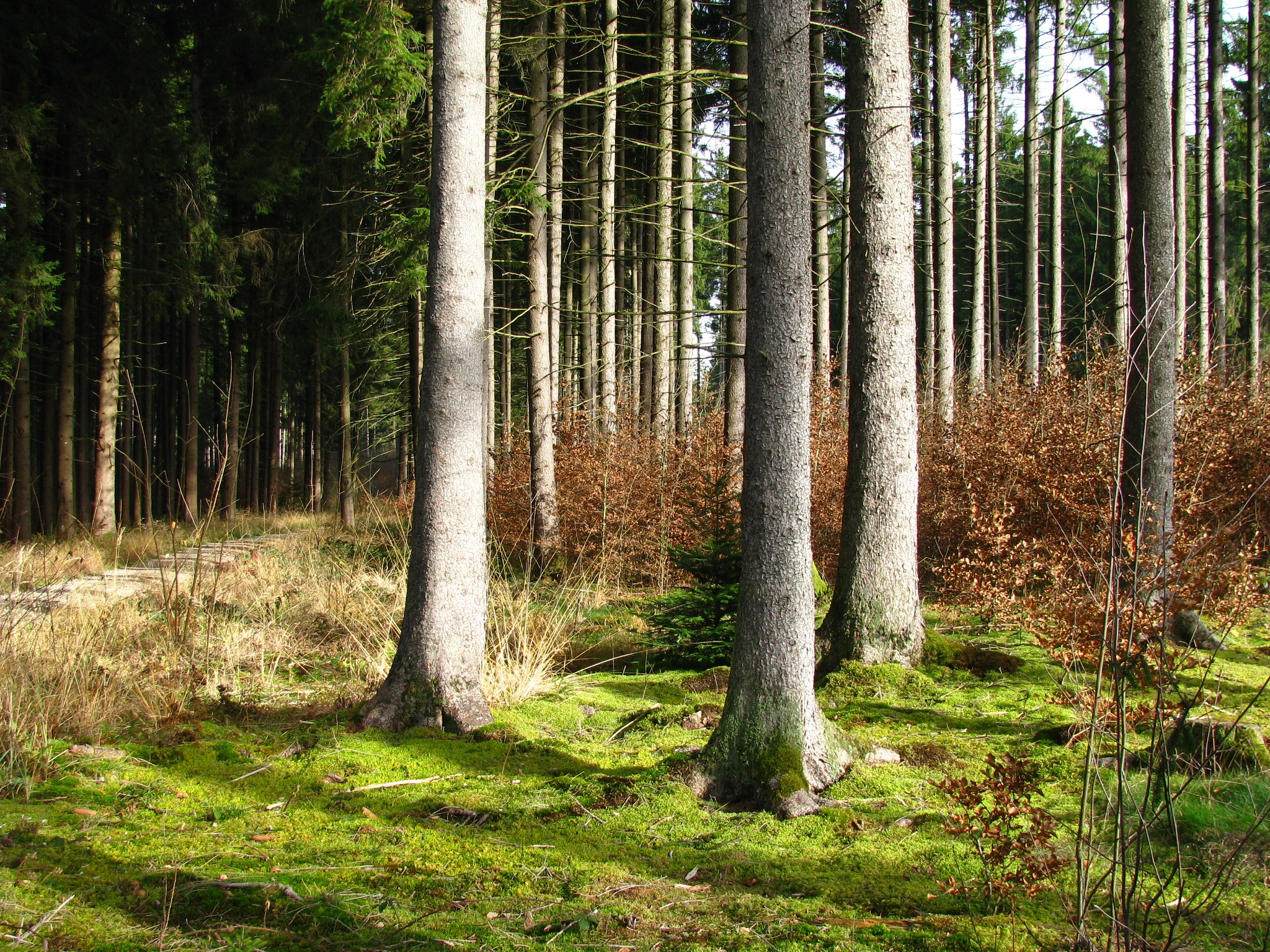
Forst Kasten

Il Forst Kasten è una foresta nei pressi della città di Monaco di Baviera. La foresta è anche conosciuta come il nome di Heiliggeistwald (letteralmente: Foresta dello Spirito Santo). 

## Geografia
Il Forst Kasten, che ricopre un'area di circa 800 ettari, si trova a nord di Buchendorf. A est confina con Stockdorf, mentre a sud con Krailling, Planegg e Neuried. La foresta fa parte dell'area protetta del Forstenrieder Park e della cosiddetta "cintura verde di Monaco". Fino al XIX secolo, oltre la foresta si trovava anche il cosiddetto campo Stockdorfer Kastenfeld, che si trovava tra i campi Kraillinger Feld e Grubmühl-Feld.

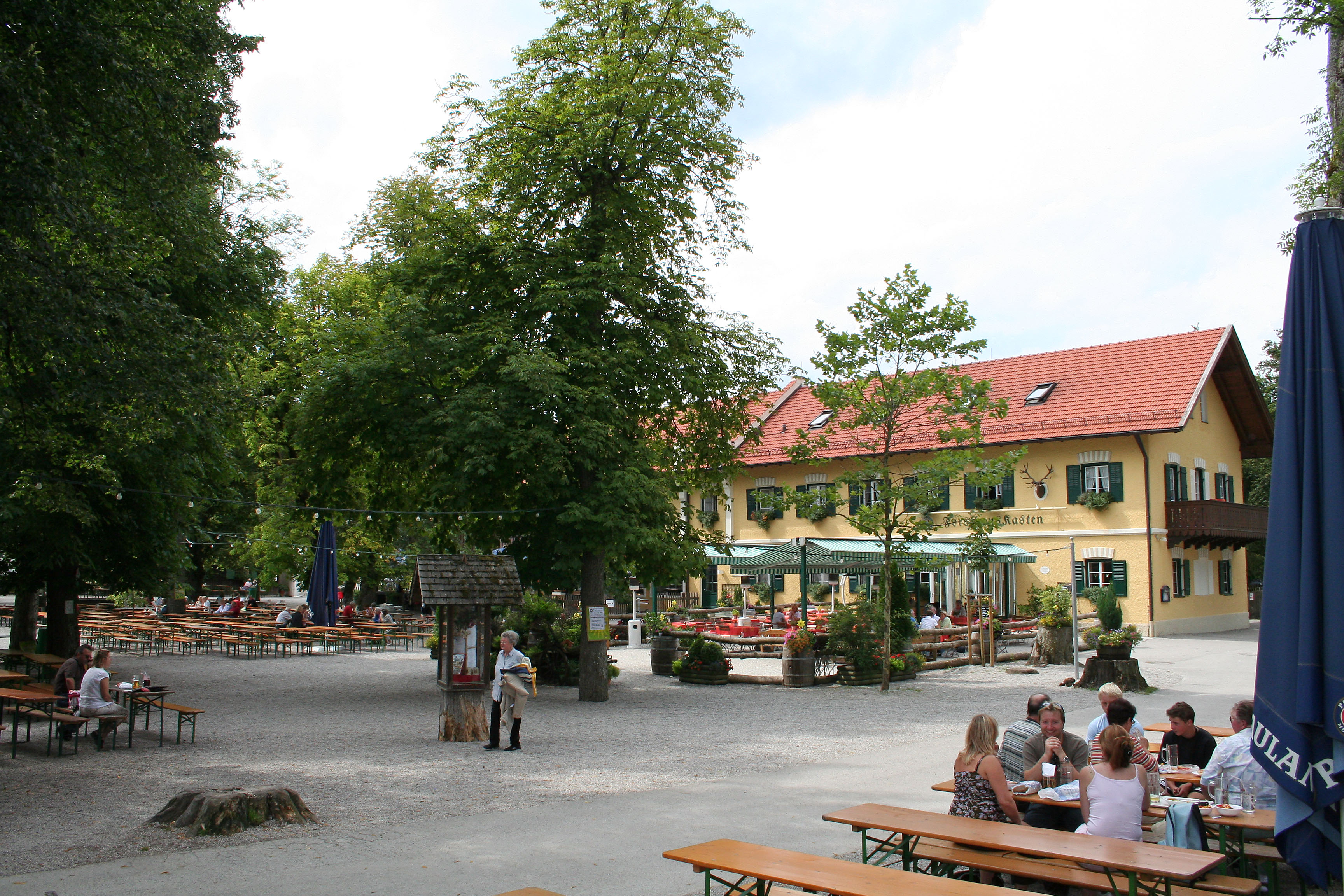
Forsthaus Kasten

La maggior parte della foresta fa parte del comune di Neuried, mentre alle comunità di Planegg e Gauting spetta la competenza di porzioni più piccole. 

## Storia
Nel Forst Kasten si trovano numerosi tumuli, alcuni dei quali risalenti al periodo di Hallstatt, che forniscono indicazione di antichi insediamenti. 
Il nome Kasten, in origine Castell, potrebbe derivare dal vicino accampamento romano, che si trovava sulla cosiddetta Via Julia che, attraverso il Forstenrieder Park, congiungeva Augusta Vindelicum a Salisburgo. 

La prima menzione certificata del Forst Kasten si ha in un documento del 1308 che certifica la vendita, a favore dell'Ospedale dello Spirito Santo di Monaco, di un'area detta Gut zu Kastel (facente parte di quella che oggi è l'area forestale) da parte di un tal Heinrich von Smiechen, ministeriale dei conti Andechs. In seguito, la foresta fu gestita attraverso il sistema del cosiddetto Schwaig. 

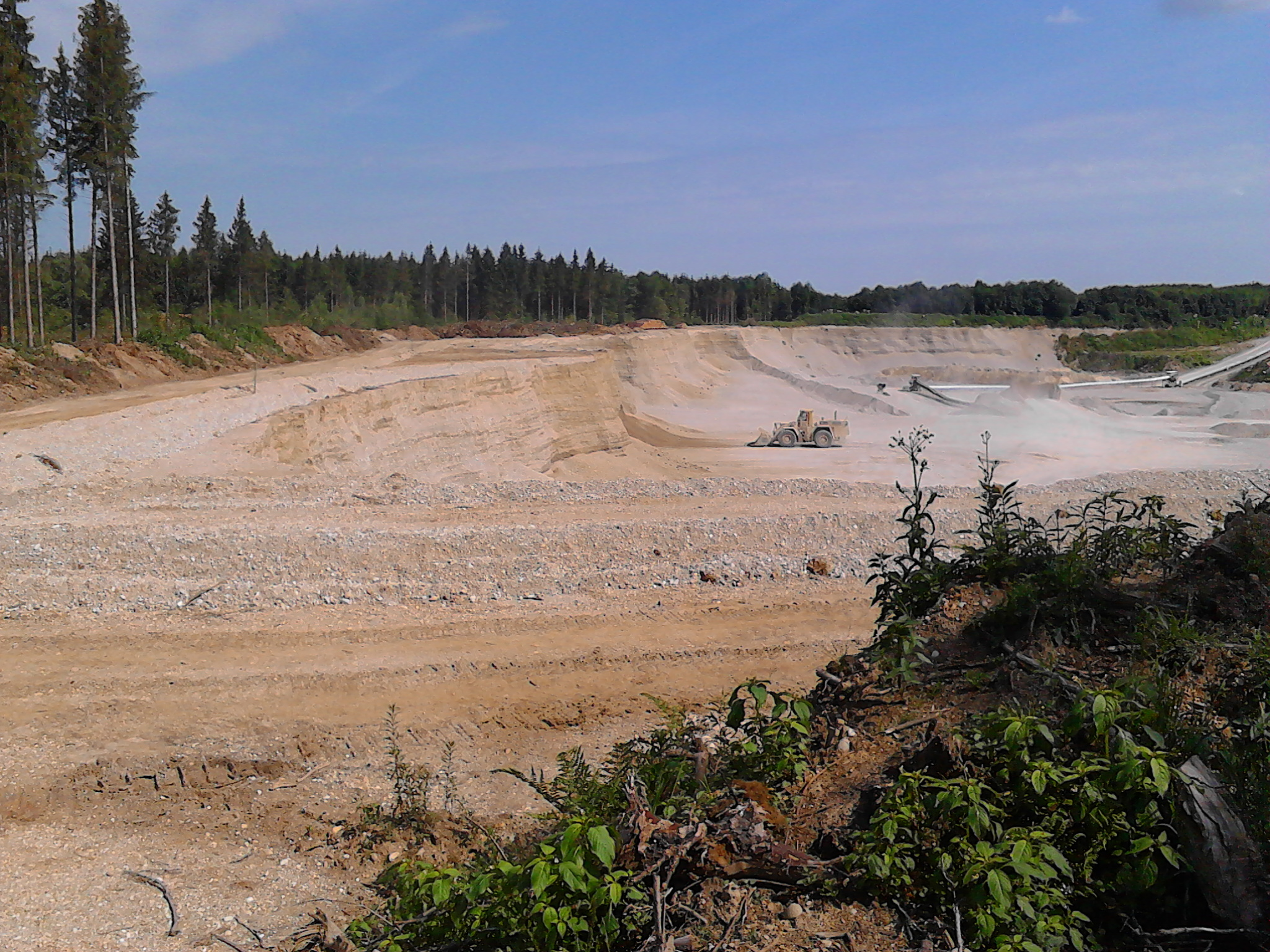
Vista della cava di ghiaia a Planegg, al limite settentrionale del Forst Kasten (2015)

 Dal 1715 al 1745 la foresta fece parte del parco per la caccia al cervo dei principi elettori bavaresi.
Attraverso una serie di compravendite e donazioni, nel 1750 le dimensioni del Gut zu Kastel passarono da circa 400 ettari agli attuali 800. 
Oltre alla già citata Heiliggeistwald, nel corso del tempo, il Forst Kasten assunse anche ulteriori differenti denominazioni: Spitalwald, Heiliggeist Kastenwald o Kastenwald.
Fino al 1848, il Forst Kasten fece parte dell'area di caccia della corte reale. 
In maniera simile al destino toccato al Kreuzlinger Forst, durante il XIX secolo l'originale vegetazione a faggio e, in seguito, a querce, fu progressivamente sostituita da piantumazioni di abeti rossi. Dal 1990, le monocolture di abeti, non naturali e facilmente attaccabili da tempeste e parassiti, sono state parzialmente riconvertite dai responsabili forestali in aree forestali miste, mediante una piantumazione di varie specie di alberi accompagnata da una severa caccia ai caprioli che minano l'esistenza. 

All'inizio degli anni '70, nel Forst Kasten iniziarono a funzionare due cave di ghiaia di dimensioni diverse. La cava di ghiaia più piccola si trovava a ovest di Neuried, nel mezzo della foresta, ed era dotata di un escavatore raschiante e talvolta anche di una pala caricatrice . La seconda cava, significativamente più grande, fu aperta a sud di Planegg ai margini della foresta.

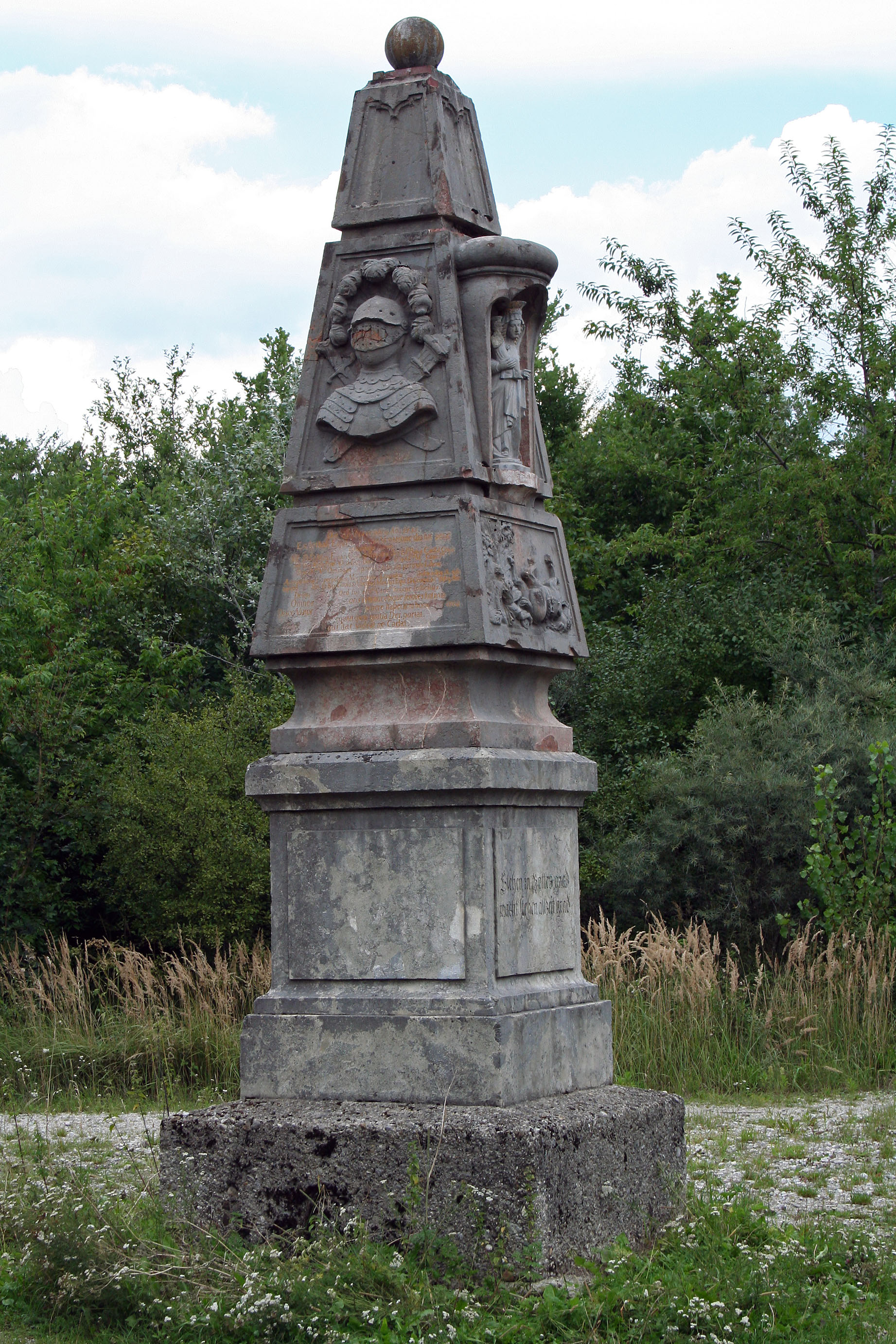
La Preysingsäule nel Forst Kasten

 Fino al 31 Dicembre 2001, il Forst Kasten costituiva un'area non incorporata del distretto di Monaco originariamente di 598,03 ettari, infine divenuti 590,28. Il 1 gennaio 2002, il Forst Kasten fu diviso tra i comuni di Neuried (459,64 ettari) e Planegg (130,64 ettari).

## Monumenti e luoghi d'interesse
La Preysingsäule è un obelisco fatto installare nel 1735 dal principe elettore Carlo Alberto di Baviera come segno di riconoscenza alla Madonna per la guarigione del suo gran cancelliere Massimiliano Emanuele Von Preysing, che durante una battuta di caccia era caduto da cavallo proprio in quel luogo rimanendo privo di conoscenza. Il monumento si trova all'angolo tra i sentieri Preysing Geräumt e Neurieder Gangsteig, nella parte meridionale della foresta che appartiene al Forstenrieder Park.
Nel Forst Kasten si trova la Forsthaus Kasten, un biergarten forestale risalente al 1899 che rientra sotto la giurisdizione del comune di Neuried. Fino al 2001, la Forsthaus Kasten rappresentava un'enclave di poco più di 0,4 ettari del comune di Neuried all'interno dell'area non incorporata che costituiva il Forst Kasten.